# Kádár György (festő)
Kádár György, 1945-ig Katz György (Budapest, Erzsébetváros, 1912. január 11. – Budapest, 2002. december 24.) Kossuth-díjas magyar grafikus és festő.

## Életpályája
Katz Anczel lakatossegéd és Manhárt Emília fiaként született. Tanulmányait Gallé Tibor, Bortnyik Sándor és Örkényi Strasser István szabadiskolájában kezdte, majd 1937 és 1939 között Párizsban, az École Technique Supérieur Art et Publicité-ban fejezte. Fiatal korában az alkalmazott grafika területén dolgozott, könyveket illusztrált, színházi plakátokat készített. A második világháború alatt megjárt hat koncentrációs tábort, de sikerült élve hazakerülnie és felgyógyulnia.
1947-től az Iparművészeti Főiskolán tanított (híres tanítványai pl. Zala Tibor, Varga Győző, Kass János, Gross Arnold, Kajári Gyula, Raszler Károly, Szilvássy Nándor). 1949-ben került át oktatni a Képzőművészeti Főiskolára (ottani híres tanítványai pl. Kocsis Imre, Kiss György, Szunyoghy András, Szentgyörgyi József, El Kazovszkij, Barabás Márton, Záborszky Gábor). 1974-ig, nyugdíjba vonulásáig oktatott a Képzőművészeti Főiskolán.
1939-től foglalkozott festészettel, 1951-ben Konecsni Györggyel együtt szocreál stílusban festett Vihar előtt című Dózsa-kompozícióra 1952-ben Kossuth-díjat kapott. 1958-ban a brüsszeli világkiállításon feleségével, Túry Máriával közösen festett falképekkel szerepelt. 1959-ben Katona József Bánk bán című drámai költeményéhez készített illusztrációkat. 1962-ben a Csók Galériában volt kiállítása, 1964-ben feleségével közösen rendezett kiállítást Rómában. Egyéni kiállításai voltak Budapesten és Magyarország vidéki városaiban, európai és amerikai városokban. Csoportos kiállításokkal az ázsiai országokba is eljutottak képei.
Folyamatosan festett és dolgozott nyugdíjba vonulása után is, további sikeres kiállításai voltak. Monumentális, késő avantgárd alkotásai nagy feltűnést keltenek mind a mai napig. Életében utolsó nagy kiállítását 90. születésnapja alkalmából rendezte meg a Körmendi- és a Vigadó Galéria.

## Ars poétikája
„Éveken keresztül a legjobb szándékú művészek is abba a hibába estek, hogy régi konzervatív formában próbálták kifejezni életük új tartalmát. Nem sikerült, mint ahogy nem is sikerülhet, hiszen a tartalom és a forma nem állhat szemben egymással. … Ne ragaszkodjunk avult eszközökhöz a piktúrában sem.” (Kádár György)

## Művészete
Megrendelésre készített alkotásai mozaikok, sgraffitók, gobelinek, plakátok, bélyegek. Grafikai munkáiból legsikeresebbek rézkarcai. Egyéni festményeire és grafikáira az 1940-es évektől az 1960-as évek közepéig az absztrakt térrendezés és az alakos emberábrázolás jellemző, később a színek szerepét felértékeli művészetében, s konstruktív kompozíciókat alkot.

## Köztéri művei (válogatás)
- 1967 Hortobágy (mozaik, 260 x 577 cm; Szociális Otthon, Debrecen[7])
- 1972 Szimmetria-ellentét (Yin-Yang) (faintarzia, 350 x 522 cm; Új Tanácsháza, Nagykanizsa[8])
- 1979 Mozaik falkép (Ózdon, a Vasvári úton, az egykori Munkaügyi Központ homlokzatát díszíti Kádár György 48 négyzetméteres mozaik képe[9])

## Művei (válogatás)
- 1939 Asszony virággal (pasztell, papír, 40 x 29 cm)
- 1940 Száraz napraforgók (papír, pasztell, 36,5 x 25,5 cm)
- 1940-es évek Hajnali táj (pasztell, papír, 30,5 x 40,5 cm)
- 1940-es évek Száraz napraforgók (pasztell, papír, 36,5 x 25,5 cm)
- 1945 Félelem (pasztell, papír, 40 x 28 cm; a Láger-sorozatból)
- 1946 Kendős asszony (pasztell, papír, 63 x 40 cm)
- 1946 Parasztasszony (pasztell, papír, 35 x 27 cm)
- 1947 Ragusai pálma (pasztell, papír, 70 x 50 cm)
- 1947 Ülő akt (pasztell, papír, 60 x 42 cm)
- 1947 Dorogi szénbánya (pasztell, papír, 51 x 66 cm)
- 1956-57 Miénk a gyár (olaj, vászon, 202 x 250 cm; Munkásmozgalmi Múzeum tulajdona[7])
- 1958 Tetők, antennák (olaj, vászon, 110 x 136 cm)
- 1960 Egymillió új lakás (olaj, vászon, 130 x 200 cm; Építésügyi Minisztérium tulajdona[10]
- 1961 Balatoni vitorlások (olaj, vászon, 142 x 154 cm)
- 1962 Sansavieria (olaj, vászon, 126 x 100 cm; G. Mantello tulajdona, Róma)
- 1962 Vörös-kék csendélet (olaj, farost, 45 x 100 cm)
- 1962 Épülő gyár (olaj, vászon, 93 x 159 cm; MNG)
- 1963 Vörös fej (olaj, farost, 50 x 37,5 cm)
- 1964 Szürke-rózsaszín csendélet (olaj, vászon, 81 x 63 cm; magántulajdonban, New York)
- 1964 Nő vörös alapon (olaj, farost; István Király Múzeum, Székesfehérvár)
- 1964 Zöld csendélet (olaj, vászon, 100 x 63 cm)
- 1965 Szürke íróasztal (olaj, farost, 65 x 86 cm; Kulturális Minisztérium tulajdona)
- 1965 Asztal székkel (olaj, vászon, 97 x 66 cm)
- 1965 Tihanyi útelágazás (olaj, vászon, 101 x 63,5 cm; magántulajdonban)
- 1966 Öreg üvegek (olaj, farost, 65 x 86 cm; Magyar PEN Club tulajdona)
- 1967 Üvegek gránátalmával (olaj, (farost, 62 x 89,5 cm)
- 1967 Sztrájkőrség (olaj, vászon, 125 x 255 cm; Kulturális Minisztérium tulajdona, letétben a dunaújvárosi Művelődési házban)
- 1968 Asztal (olaj, vászon, 50 x 70 cm; magántulajdonban)
- 1970-es évek Edények (olaj, farost, 80 x 60 cm)
- 1971 Gobelin terv (pittkréta, papír, 240 x 360 cm)
- 1971 Ellentétek feloldása (pittkréta, papír, 240 x 285 cm; gobelin terv)
- 1971 Ellentétek feloldása (falikárpit-karton, 250 x 340 cm)
- 1971 Feszültség (falikárpit karton, 250 x 340 cm)
- 1972 Szimmetria-ellentét (Yin-Yang) (faintarzia, 350 x 522 cm; Új Tanácsháza, Nagykanizsa[8]
- 1973 Hídépítő (olaj, vászon, 50 x 69,5 cm)
- 1974 Tárgyak (olaj, farost, 100,5 x 120 cm; MNG)
- 1974 Zsennyei csendélet (olajpasztell, papír, 36,7 x 25,5 cm)
- 1975 Asztal több nézetből (olaj, farost, 33,5 x 60 cm; magántulajdonban)
- 1975 Áttetsző formák (olaj, farost, 83 x 126 cm)
- 1975 Viszonylatok fehérben[11] (olaj, farost, 54 x 37 cm; Kulturális Minisztérium tulajdona)
- 1975 Domboldal (olaj, farost, 60 x 80 cm; magántulajdonban)
- 1975 A-17 060. Periculum potentiale (gobelin, 158 x 410 cm; MNG)
- 1976 Falusi csendélet (olaj, vászon, 66,5 x 53,5 cm)
- 1976 Kék kompozíció (olaj, farost, 59 x 39 cm)
- 1976 Három üveg (olaj, farost, 33,5 x 51,5 cm; magántulajdonban)
- 1976 Kék üveg (olaj, farost, 80 x 60 cm)
- 1976 Csendélet fekete háttérrel (olaj, farost, 80 x 60 cm; magántulajdonban)
- 1977 Üvegek sárgában (olaj, farost, 86 x 57,5 cm)
- 1977 A jel (olaj, vászon, 110 x 145 cm; Kulturális Minisztérium tulajdona)
- 1986 Organikus formák /1. (olaj, farost, 100 x 122 cm)
- 1986 Organikus formák /3. (olaj, farost, 100x122 cm)
- 1990-es évek Szimbolika (olaj, farost, 39 x 62 cm)
- 1990-es évek Végállomás (olaj, farost, 37,5x60,5 cm)
- 1993 Horizontális és vertikális (olaj, farost, 39 x 83 cm)
- 1993 Nagyvárosi fények (olaj, farost, 41 x 82 cm)
- 1993 Natura viva (olaj, farost, 28,5 x 39 cm)
- 1996 Faktúrák (olaj, farost, 80 x 92 cm)
- 1996 Viszonylatok (olaj, farost, 68 x 80 cm)[12]

## Díjai (válogatás)
- Kossuth-díj (1952)
- Népművelési Minisztérium I. díj (1953)
- Munkácsy Mihály-díj (1956)
- Exposition Universelle et Internationale de Bruxelles (1958)
- Diplome d'Honneur, Túry Máriával megosztva (1958)
- Érdemes művész (1972)
- Kiváló művész (1976)
- Közművelődésért díj (1983)

## Külső hivatkozások
- Megnyitó videók
- Grafikai munkásságának kiállítása a Ponton galériában
- Gobelintervezői munkásságánák kiállítása
- Kádár György (1912-2002) munkássága
- Organikus formák c. képe[halott link]
- https://web.archive.org/web/20100217154436/http://artportal.hu/aktualis/kiallitasok/a_kadar_muveszcsalad_tury_maria_kadar_katalin_kadar_gyorgy